# Spaced Out
Spaced Out (fransk titel: "allo la terre, ICI les Martin") er en fransk-canadisk animeret tv-serie fra 2002, som er blevet samproduceret af Alphanim og Cartoon Network samt andre virksomheder. Spaced Out er en serie med elementer som ligner Familien Jetson, som også har en familie med fire medlemmer.

## Danske Stemmer
- Thomas Mørk: George Martin